# Kçiq i Madh
Kçiqi i Madh (albanska: Kçiqi i Madh) är en by i Kosovo. Den ligger i kommunen Mitrovica. Enligt den senaste folkräkningen år 2011 fanns det 3 412 invånare.

## Demografi
| Demografi | 2011 |
| --------- | ---- |
| albaner   | 3408 |
| bosnier   | 1    |
| okänt     | 3    |